# Bruce Braley
Bruce Braley (Grinnell, 30 ottobre 1957) è un politico e avvocato statunitense, membro della Camera dei Rappresentanti per lo stato dell'Iowa dal 2007 al 2015.

## Biografia
Laureato in legge, prima di entrare in politica Braley lavorò come avvocato, specializzandosi in casi di infortunio sul lavoro e licenziamento ingiustificato.
Nel 2006, quando il deputato repubblicano Jim Nussle tentò invano di farsi eleggere governatore, Braley si candidò per occupare il suo seggio alla Camera e vinse le elezioni con il 55% dei voti.
A luglio dello stesso anno, Bruce Braley fondò all'interno del Congresso il Populist Caucus, che ha presieduto per tutta la sua permanenza alla Camera. Dopo il primo mandato infatti Braley fu rieletto deputato per altre tre volte, finché nel 2014 decise di lasciare il seggio per concorrere al Senato. Nelle elezioni dovette affrontare la repubblicana Joni Ernst, che alla fine lo sconfisse con un netto distacco.